# Детская комиссия при ВЦИК

Детская комиссия при ВЦИК (также Деткомиссия ВЦИК, Деткомиссия при ВЦИК, Комиссия по улучшению жизни детей при ВЦИК) — государственный орган РСФСР. Существовал с 1921 по 1938 гг.

## Предыстория
Первая мировая и Гражданская войны привели к резкому увеличению количества беспризорных детей, что стало значительной проблемой для молодых Советов. К 1921 году количество беспризорных детей в России возросло до 4,5 млн человек.

## История
Ф. Э. Дзержинский обратился к А. В. Луначарскому с предложением о создании организации, которая будет заниматься беспризорными детьми. Структура должна была включать различные ведомства, в том числе ВЧК.
27 января 1921 года ВЦИК выпустил постановление о создании Комиссии по улучшению жизни детей по причине значительного числа детских беспризорников в ходе Гражданской войны. Руководителем органа стал Ф. Э. Дзержинский. В день создания Комиссии, 27 января 1921 года, Дзержинский направил циркулярное письмо ВЧК всем местным ЧК «О принятии срочных мер по улучшению жизни детей», поручив выделить для этой работы на местах ответственных работников, обязав районные транспортные ЧК заботиться о беспризорных детях на вокзалах и в поездах и помогать отделам народного образования в организации распределителей для этих детей
В орган входили представители ВЧК-ГПУ- ОГПУ, ВЦСПС, рабоче-крестьянской инспекции, Народного комиссариат здравоохранения РСФСР, Народного комиссариата просвещения, Народного комиссариата продовольствия.
Аналогичные органы, подчинявшиеся Деткомиссии при ВЦИК, были созданы при местных исполнительных комитетах — уездных, губернских и городских.
19 ноября 1923 года Дзержинский был снят с должности главы деткомиссии, и на его место был назначен нарком внутренних дел РСФСР А. Г. Белобородов.
В марте 1926 года, после того, как руководитель Деткомиссии Белобородов отказался финансово помогать Деткоммуне ОГПУ, что вызвало негативную реакцию со стороны Дзержинского, Белобородов был снят с должности. На его место был назначен И. И. Кутузов, работавший в профсоюзах.
В 1930 году Деткомиссию возглавил Н. А. Семашко, который предпринял ряд решительных мер для борьбы с беспризорностью.
После назначения на должность Н. А. Семашко после 1930 года. Под эгидой Деткомиссии были открыты детские дома во всех регионах.
В 1938 году из-за решения вопроса беспризорности и упразднения ВЦИК комиссия была расформирована.

## Дейтельность комиссии
Комиссия и её местные отделения издавали постановления, касающиеся охраны здоровья и жизни детей. Координировали действия по борьбе с беспризорностью, осуществляемую Наркоматом внутренних дел, Наркоматов просвещения и Наркоматом путей сообщения, а также профсоюзами. Комиссия проводила сбор продуктов питания и вещей, распределяла между детскими организациями средства, выделенные государством. Бюджет организации формировался за счёт проведения лотерей, сбора пожертвований, а также специальных сборов (с увеселительных заведений, размещения рекламы в периодических изданиях).
При помощи Деткомиссии были созданы детские распределительные центры, куда привозили беспризорников. Там дети получали образование и медицинскую помощь. После этого дети распределялись в детские дома, учебно-трудовые коммуны или детские городки.
Детская комиссия активно пропагандировала усыновление.
Важным источником дохода стали торговля Деткомиссией флагами, производившимися самим органом. Также Деткомиссия получала отчисления с продажи игральных карт, причём с каждой колоды. Сотрудники Деткомиссии вывозили на выделенных наркоматом путей сообщения вагонах детей из проблемных регионов в благополучные. Там они расселялись в крестьянских семьях и после решения проблем в регионах возвращались обратно.
Также бывшие беспризорники отправлялись на постоянное проживание в семьи к крестьянам. В 1926 году таких детей было 4400, в 1927 — 7464.
Был создан Центральный Комитет «Недели беспризорного и больного ребенка», собиравший пожертвования, которые изначально были добровольными, но позже стали принудительными.
В Крыму было организовано изучение бывшими беспризорниками профессий тракториста и механика. В Ленинграде под эгидой Деткомиссии функционировала учебная фабрика.